# セビリア県
セビリア県（セビリアけん、Provincia de Sevilla）は、スペイン・アンダルシア州にある県。県都はセビリア。

## 地理
南はアンダルシア州マラガ県やカディス県、西はウエルバ県、東はコルドバ県、北はエストレマドゥーラ州バダホス県と接している。ドニャーナ国立公園はセビリア県とウエルバ県にまたがっている。

### 人口
| セビリア県の人口推移 1900－2010                         |
|                                                         |
| 出典:INE（スペイン国立統計局）1900年 - 1991年、1996年 - |

## 歴史
1833年スペイン地方行政区分再編ではスペイン全土に49の県が設置された。この際にセビリア県も設置され、県都はセビリアに定められた。
1939年から1975年のフランコ独裁体制化を経て、スペインの民主化移行期の1970年代末から1980年代初頭にはスペイン全土に17の自治州が設置された。1982年1月11日にはセビリア県など8県からなるアンダルシア州が発足した。

## 行政区画
セビリア県には105のムニシピオ（基礎自治体）がある。

### 主な自治体
| 順位 | 基礎自治体                           | 人口 （2013年） |
| ---- | ------------------------------------ | --------------- |
| 1    | セビリア                             | 700,169         |
| 2    | ドス・エルマーナス                   | 129,719         |
| 3    | アルカラ・デ・グアダイーラ           | 73,876          |
| 4    | ウトレーラ                           | 52,013          |
| 5    | マイレーナ・デル・アルハラーフェ     | 43,305          |
| 6    | エシハ                               | 40,880          |
| 7    | ロス・パラシオス・イ・ビジャフランカ | 37,936          |
| 8    | ラ・リンコナーダ                     | 37,755          |
| 9    | コリア・デル・リオ                   | 30,115          |
| 10   | モロン・デ・ラ・フロンテーラ         | 28,334          |

### 司法管轄区

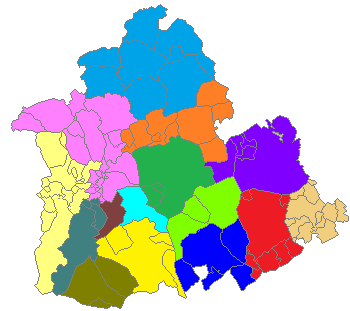
セビリア県の司法管轄区

県内は15の司法管轄区に分けられる。太字は中心自治体。
1. オスーナ司法管轄区[6] - アルガミタス、ロス・コラーレス、ラ・ランテフエーラ、マルティン・デ・ラ・ハラ、オスーナ、エル・ルビオ、エル・サウセッホ、ビジャヌエバ・デ・サン・フアン
2. カサージャ・デ・ラ・シエーラ司法管轄区[7] - アラニス、アルマデン・デ・ラ・プラータ、カサージャ・デ・ラ・シエーラ、コンスタンティーナ、グアダルカナル、ラス・ナバス・デ・ラ・コンセプション、エル・ペドローソ、エル・レアル・デ・ラ・ハラ、サン・ニコラス・デル・プエルト
3. サンルーカル・ラ・マジョール司法管轄区[8] - アルバイーダ・デル・アルハラーフェ、アスナルカサル、アスナルコジャル、ベナカソン、ボジュージョス・デ・ラ・ミタション、カリオン・デ・ロス・セスペデス、カスティジェッハ・デル・カンポ、エスパルティーナス、ウエバル・デル・アルハラーフェ、オリバーレス、ピラス、サルテーラス、サンルーカル・ラ・マジョール、ウンブレーテ、ビジャマンリーケ・デ・ラ・コンデサ、ビジャヌエバ・デル・アリスカル
4. カルモーナ司法管轄区[9] - カルモーナ、マイレーナ・デル・アルコル、エル・ビソ・デル・アルコル
5. ロラ・デル・リオ司法管轄区[10] - アルコレーア・デル・リオ、ブレーネス、ラ・カンパーナ、カンティジャーナ、ロラ・デル・リオ、ペニャフロール、ラ・プエブラ・デ・ロス・インファンテス、トシーナ、ビジャヌエバ・デル・リオ・イ・ミナス、ビジャヌエバ・デル・リオ
6. セビリア司法管轄区[11] - アルカラ・デル・リオ、ラ・アルガーバ、ボルムホス、ブルギージョス、カマス、カスティルブランコ・デ・ロス・アロージョス、カスティジェッハ・デ・グスマン、カスティジェッハ・デ・ラ・クエスタ、エル・カスティージョ・デ・ラス・グアルダス、エル・ガローボ、ヘルベス、ヘレーナ、ヒネス、ギジェーナ、エル・マドローニョ、マイレーナ・デル・アルハラーフェ、ラ・リンコナーダ、エル・ロンキージョ、サン・フアン・デ・アスナルファラーチェ、サンティポンセ、セビリア、トマーレス、バレンシーナ・デ・ラ・コンセプション
7. モロン・デ・ラ・フロンテーラ司法管轄区[12] - コリーペ、モンテジャーノ、モロン・デ・ラ・フロンテーラ、プルーナ、ラ・プエブラ・デ・カサージャ
8. レブリッハ司法管轄区[13] - ラス・カベサス・デ・サン・フアン、エル・クエルボ・デ・セビージャ、レブリッハ
9. ウトレーラ司法管轄区[14] - エル・コロニル、ロス・モラーレス、ロス・パラシオス・イ・ビジャフランカ、ウトレーラ
10. エシハ司法管轄区[15] - カニャーダ・ロサル、エシハ、フエンテス・デ・アンダルシーア、ラ・ルイシアーナ
11. アルカラ・デ・グアダイーラ司法管轄区[16] - アルカラ・デ・グアダイーラ
12. ドス・エルマーナス司法管轄区[17] - ドス・エルマーナス
13. マルチェーナ司法管轄区[18] - アラアル、マルチェーナ、パラーダス
14. コリア・デル・リオ司法管轄区[19] - アルメンシージャ、コリア・デル・リオ、イスラ・マジョール、パロマーレス・デル・リオ、ラ・プエブラ・デル・リオ
15. エステーパ司法管轄区[20] - アグアドゥルセ、バドラトーサ、カサリーチェ、エステーパ、ヒレーナ、エレーラ、ロラ・デ・エステーパ、マリナレーダ、ペドレーラ、ラ・ロダ・デ・アンダルシーア